# Saint-Léger-près-Troyes
Pour les articles homonymes, voir Saint-Léger.
Saint-Léger-près-Troyes est une commune française, située dans le département de l'Aube en région Grand Est.
 
Ses habitants sont appelés les Taupins, en raison (selon le site officiel de la commune).

## Géographie
|               | Rosières-près-Troyes    | Bréviandes |
| Saint-Germain | Saint-Léger-près-Troyes | Buchères   |
| Saint-Pouange |                         | Moussey    |

Saint-Léger-près-Troyes est située à sept kilomètres au sud de Troyes. Les communes voisines sont Buchères, Moussey, Rosières-près-Troyes et Saint-Pouange. Trois cours d'eau traversent Saint-Léger-près-Troyes : la Hurande, le ruisseau de l'Étang l'Abbé et le Triffoire.

### Topographie
Autrefois appelé Montreuil (Monasteriolum).
L'ancienne commune de Cervet lui est réunie en l'an III.

### Hydrographie
La commune est dans la région hydrographique « la Seine de sa source au confluent de l'Oise (exclu) » au sein du bassin Seine-Normandie. Elle est drainée par la Hurande, le Triffoire, le cours d'eau 01 de la Planche, la Fosse Centrale, le ruisseau de l'Étang Neuf, le ruisseau de l'Étang Neuf, le ruisseau de Richebourg et divers autres petits cours d'eau,.

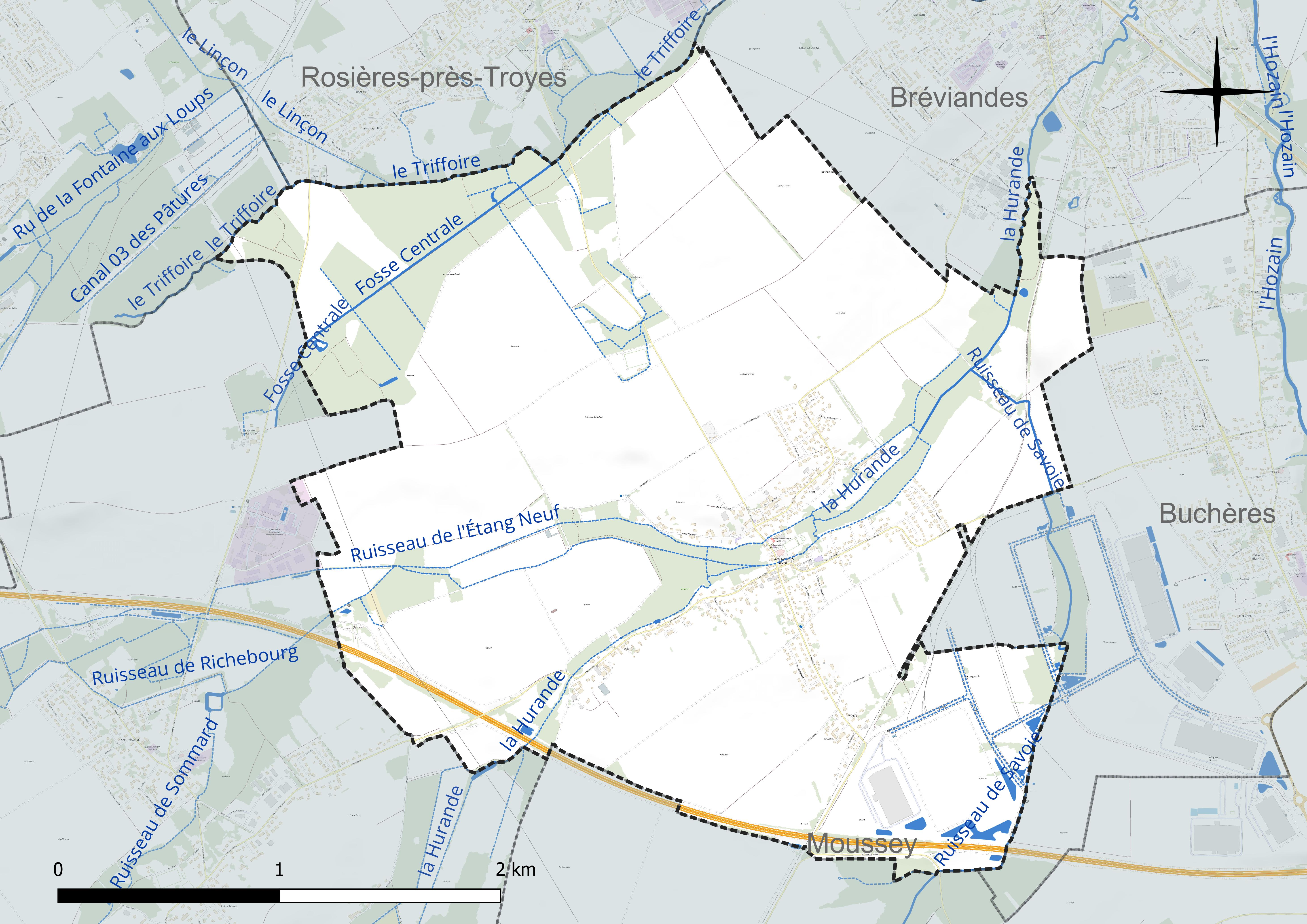
Réseau hydrographique de Saint-Léger-près-Troyes.

### Climat
Pour des articles plus généraux, voir Climat du Grand Est et Climat de l'Aube.
En 2010, le climat de la commune est de type climat océanique dégradé des plaines du Centre et du Nord, selon une étude du Centre national de la recherche scientifique s'appuyant sur une série de données couvrant la période 1971-2000. En 2020, Météo-France publie une typologie des climats de la France métropolitaine dans laquelle la commune est exposée à un climat océanique altéré et est dans la région climatique Lorraine, plateau de Langres, Morvan, caractérisée par un hiver rude (1,5 °C), des vents modérés et des brouillards fréquents en automne et hiver.
Pour la période 1971-2000, la température annuelle moyenne est de 10,6 °C, avec une amplitude thermique annuelle de 15,9 °C. Le cumul annuel moyen de précipitations est de 709 mm, avec 11,6 jours de précipitations en janvier et 7,8 jours en juillet. Pour la période 1991-2020, la température moyenne annuelle observée sur la station météorologique de Météo-France la plus proche, « Saint-Pouange », sur la commune de Saint-Pouange à 3 km à vol d'oiseau, est de 11,5 °C et le cumul annuel moyen de précipitations est de 707,5 mm. 
La température maximale relevée sur cette station est de 42,2 °C, atteinte le 24 juillet 2019 ; la température minimale est de −21 °C, atteinte le 9 janvier 1985,,.
Les paramètres climatiques de la commune ont été estimés pour le milieu du siècle (2041-2070) selon différents scénarios d'émission de gaz à effet de serre à partir des nouvelles projections climatiques de référence DRIAS-2020. Ils sont consultables sur un site dédié publié par Météo-France en novembre 2022.

## Urbanisme

### Typologie
Au 1er janvier 2024, Saint-Léger-près-Troyes est catégorisée ceinture urbaine, selon la nouvelle grille communale de densité à 7 niveaux définie par l'Insee en 2022.
Elle est située hors unité urbaine. Par ailleurs la commune fait partie de l'aire d'attraction de Troyes, dont elle est une commune de la couronne,. Cette aire, qui regroupe 209 communes, est catégorisée dans les aires de 200 000 à moins de 700 000 habitants,.

### Occupation des sols
L'occupation des sols de la commune, telle qu'elle ressort de la base de données européenne d’occupation biophysique des sols Corine Land Cover (CLC), est marquée par l'importance des territoires agricoles (69,7 % en 2018), en diminution par rapport à 1990 (79,6 %). La répartition détaillée en 2018 est la suivante : 
terres arables (66,7 %), forêts (16 %), zones industrielles ou commerciales et réseaux de communication (7,3 %), zones urbanisées (6,9 %), zones agricoles hétérogènes (3 %). L'évolution de l’occupation des sols de la commune et de ses infrastructures peut être observée sur les différentes représentations cartographiques du territoire : la carte de Cassini (XVIIIe siècle), la carte d'état-major (1820-1866) et les cartes ou photos aériennes de l'IGN pour la période actuelle (1950 à aujourd'hui).

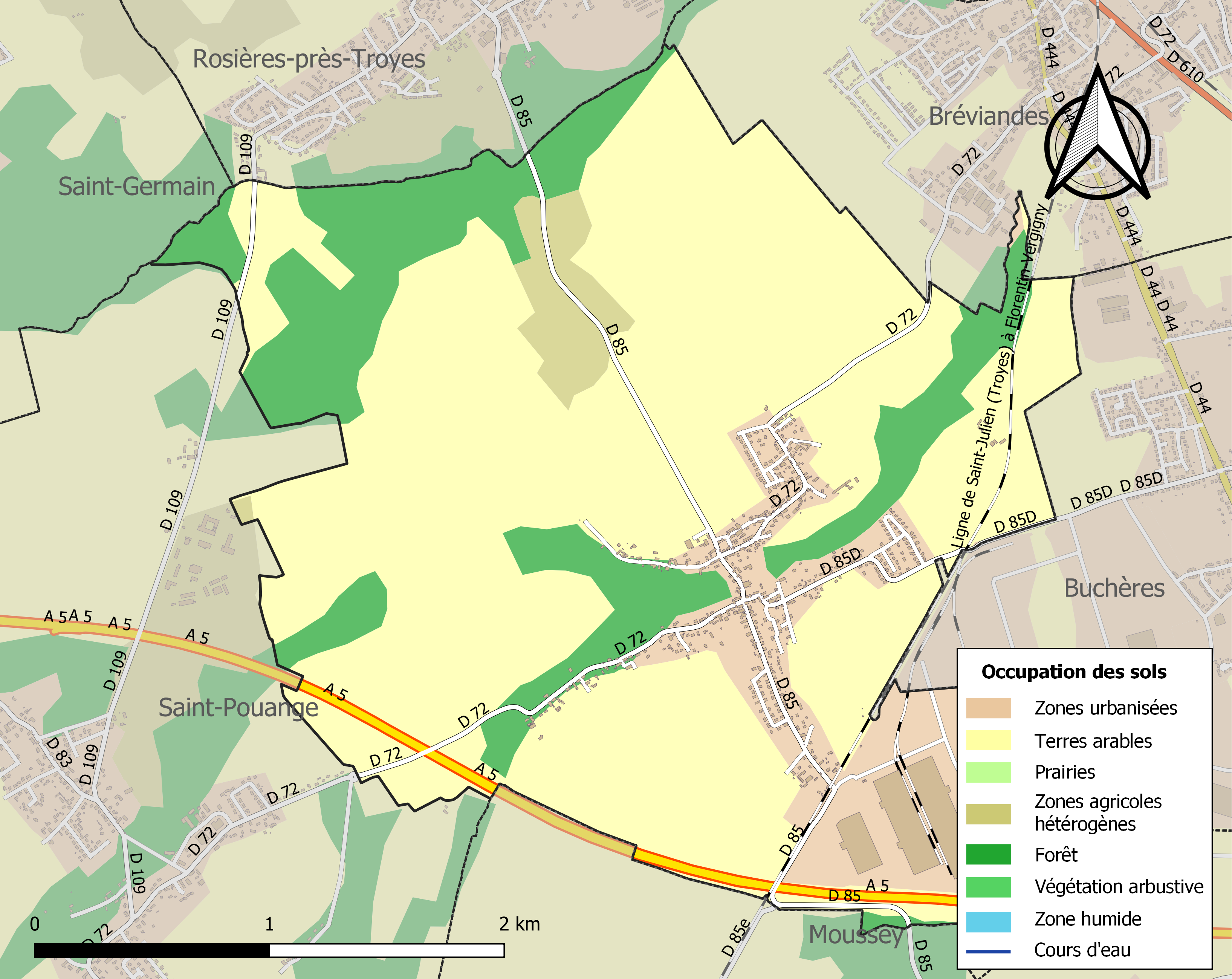
Carte des infrastructures et de l'occupation des sols de la commune en 2018 (CLC).

## Histoire
Les seigneurs du village était pour partie les comtes de Champagne et les abbés de Montier à partir de 1114 par des dons de Hugues et Henri le Libéral en 1145.
En 1563, l'abbaye était obligée d’aliéner son gagnage pour payer sa part de contribution du clergé.
En 1789, le village dépendait de l'intendance et de la généralité de Châlons-sur-Marne, de l'élection de Troyes et du bailliage ducal d'Aumont.

### Cervet
Seigneurie à cheval sur Saint-Leger et Breviande ce qui donna lieu à Breviande de Cervet et Breviande Saint-Leger ; la dîme était due à l'abbaye de Montier la Celle. La première mention de Cervet est en 1153 dans un cartulaire de Montier, abbaye qui reçut la chapelle construite par Adelaïde dame de Chappes. Les hommes de Cervet étaient hommes du comte de Champagne après un seigneur particulier est nommé, la famille Valery du XIIe au XVe siècle.

### La Planche
Ancien fief qui fut un hameau puis une simple ferme. Il était un fief relevant de Chappes et un arrière-fief d'Isle. Il y avait un château fort qui est cité en 1367 qui est encore cité en 1792 dans l’État général des émigrés du département de l'Aube.

## Politique et administration
| Période                                  | Période  | Identité                                         | Étiquette | Qualité  |
| ---------------------------------------- | -------- | ------------------------------------------------ | --------- | -------- |
| mars 2001                                | En cours | Christian Blasson Réélu pour le mandat 2020-2026 | DVG       | Retraité |
| Les données manquantes sont à compléter. |          |                                                  |           |          |

## Démographie
L'évolution du nombre d'habitants est connue à travers les recensements de la population effectués dans la commune depuis 1793. Pour les communes de moins de 10 000 habitants, une enquête de recensement portant sur toute la population est réalisée tous les cinq ans, les populations de référence des années intermédiaires étant quant à elles estimées par interpolation ou extrapolation. Pour la commune, le premier recensement exhaustif entrant dans le cadre du nouveau dispositif a été réalisé en 2004.

En 2022, la commune comptait 915 habitants, en évolution de +5,29 % par rapport à 2016 (Aube : +0,7 %, France hors Mayotte : +2,11 %).
| 1793 | 1800 | 1806 | 1821 | 1831 | 1836 | 1841 | 1846 | 1851 |
| ---- | ---- | ---- | ---- | ---- | ---- | ---- | ---- | ---- |
| 218  | 394  | 445  | 428  | 438  | 421  | 421  | 390  | 400  |

| 1856 | 1861 | 1866 | 1872 | 1876 | 1881 | 1886 | 1891 | 1896 |
| ---- | ---- | ---- | ---- | ---- | ---- | ---- | ---- | ---- |
| 382  | 349  | 344  | 300  | 287  | 284  | 291  | 284  | 268  |

| 1901 | 1906 | 1911 | 1921 | 1926 | 1931 | 1936 | 1946 | 1954 |
| ---- | ---- | ---- | ---- | ---- | ---- | ---- | ---- | ---- |
| 262  | 239  | 277  | 233  | 285  | 278  | 314  | 264  | 299  |

| 1962 | 1968 | 1975 | 1982 | 1990 | 1999 | 2004 | 2006 | 2009 |
| ---- | ---- | ---- | ---- | ---- | ---- | ---- | ---- | ---- |
| 314  | 393  | 416  | 564  | 642  | 615  | 641  | 644  | 728  |

| 2014 | 2019 | 2022 | - | - | - | - | - | - |
| ---- | ---- | ---- | - | - | - | - | - | - |
| 804  | 902  | 915  | - | - | - | - | - | - |

## Lieux et monuments
- Motte féodale de Cervet.
- Lavoir.
- L'église-halle du XVIe siècle dédiée à saint Léger venu se réfugier ici au VIIe siècle.
- La Ferme musée rustique.

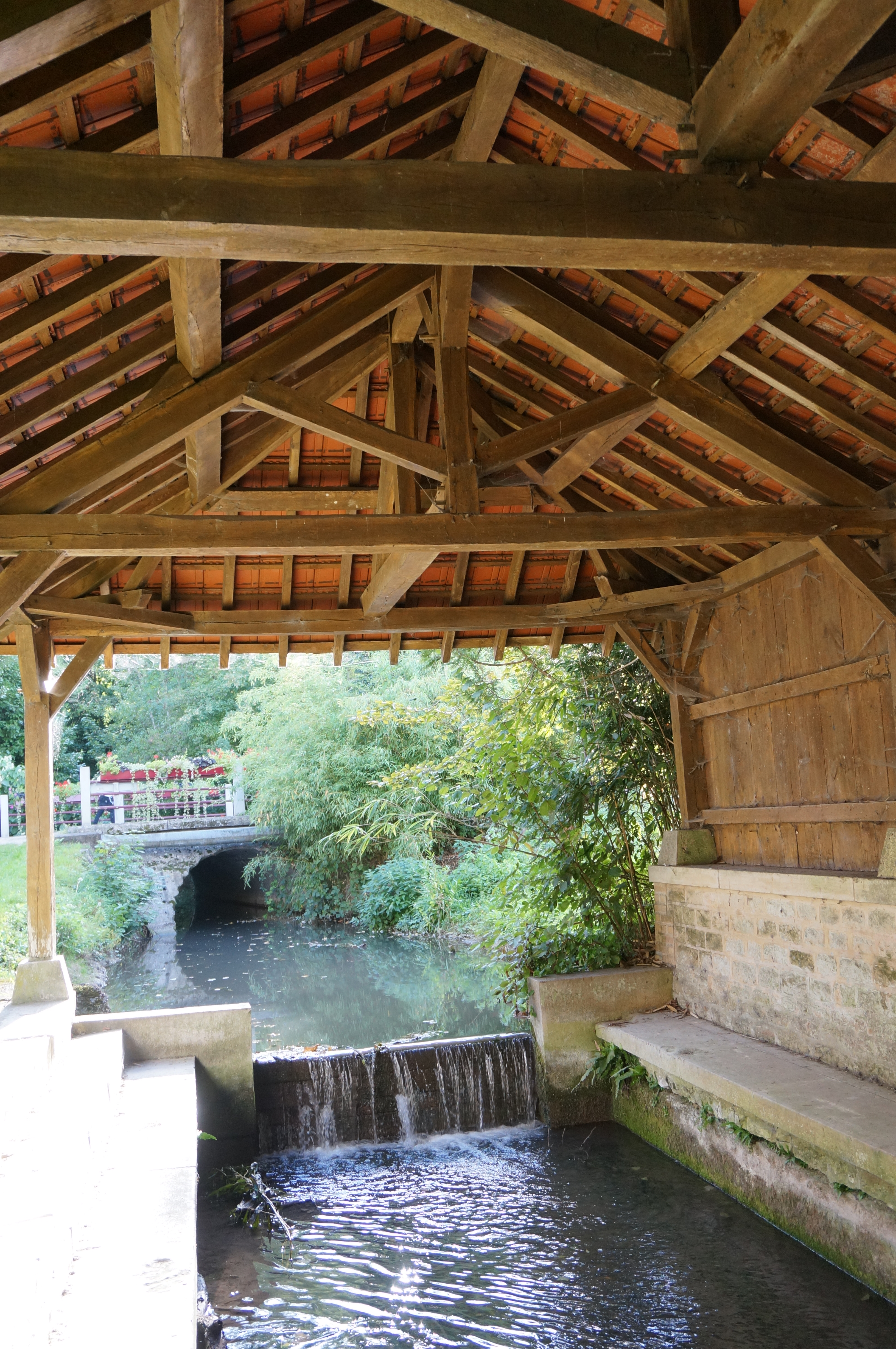
Le lavoir.
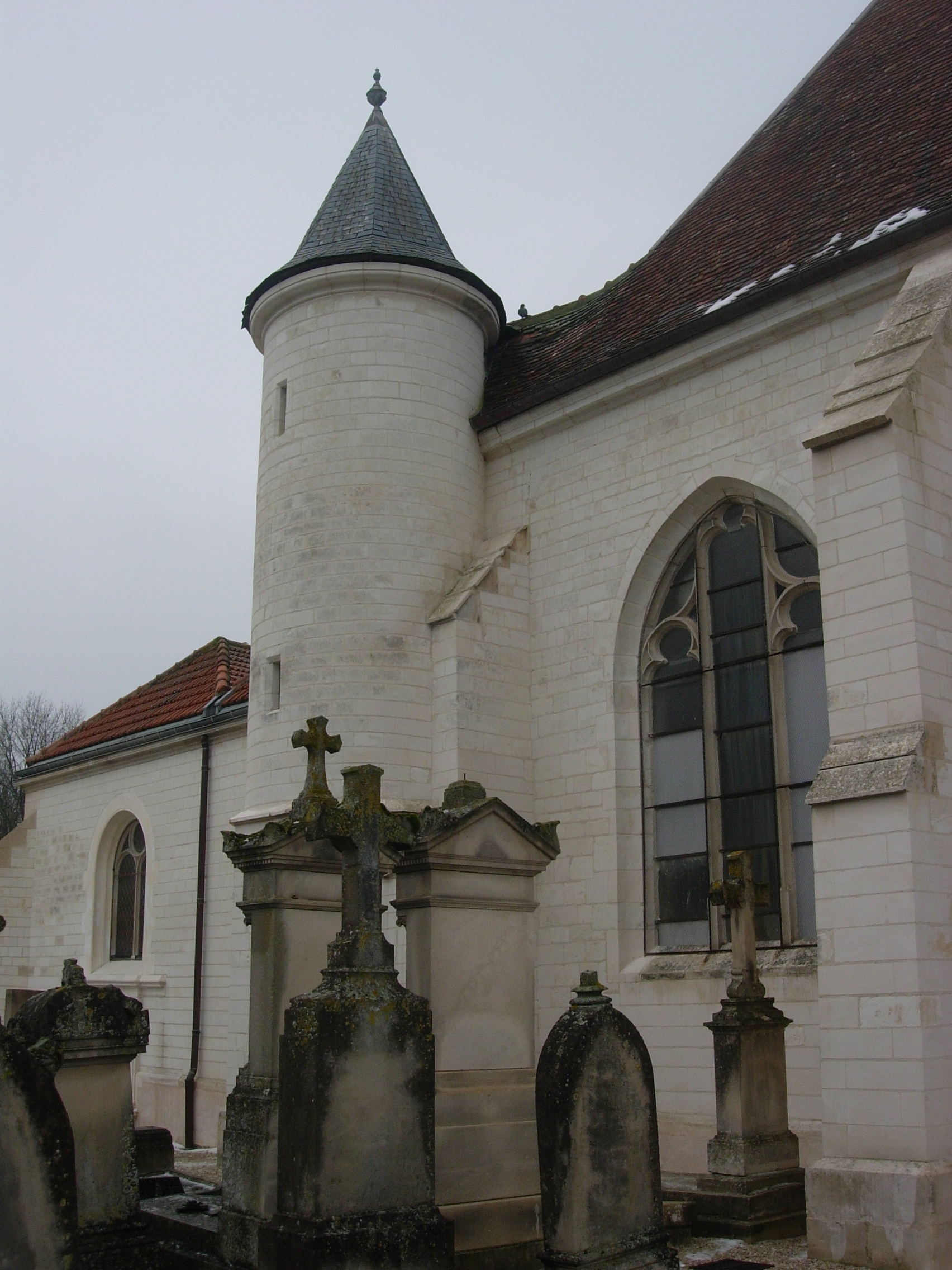
L'église.
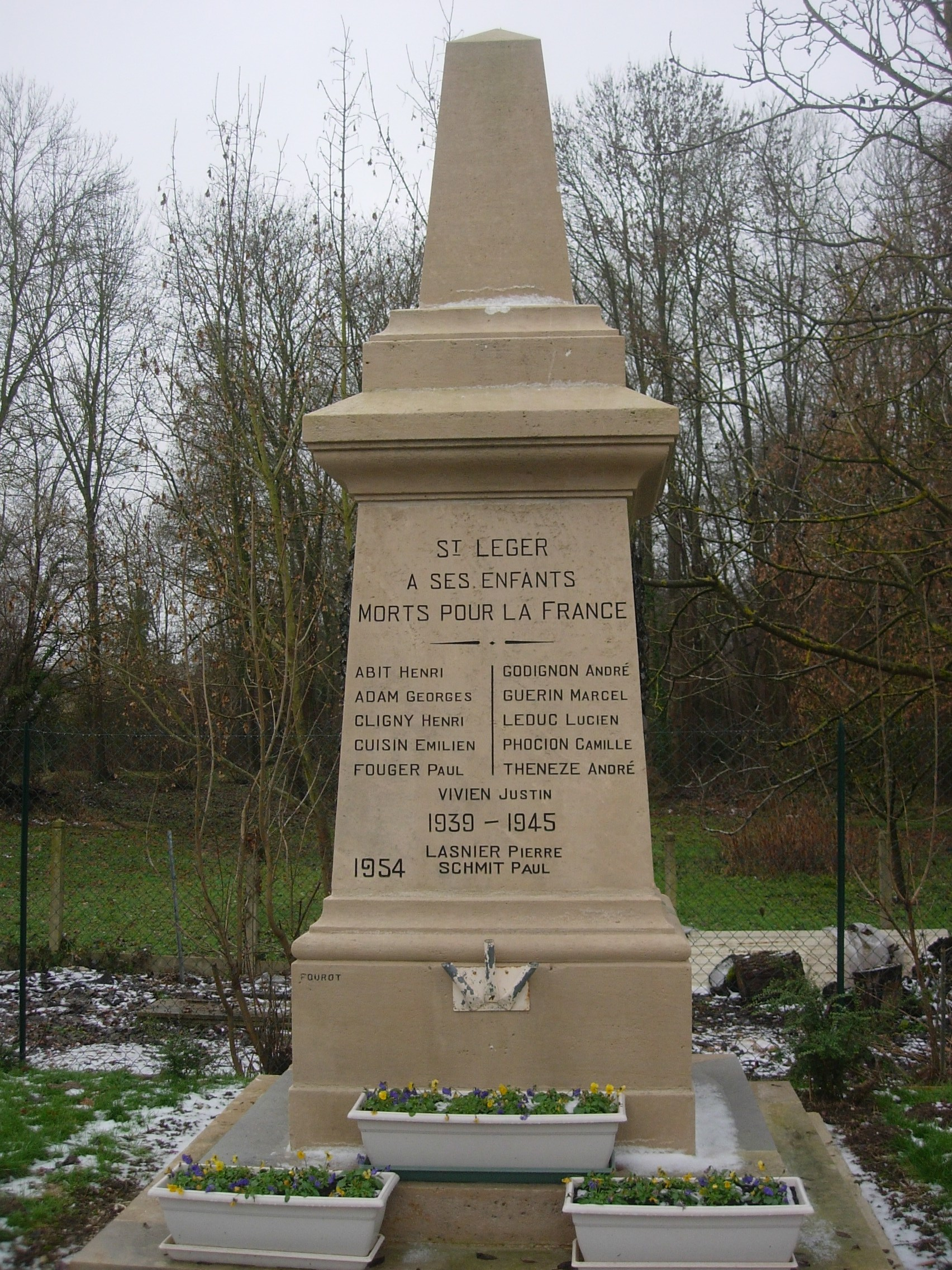
Le monument aux morts.
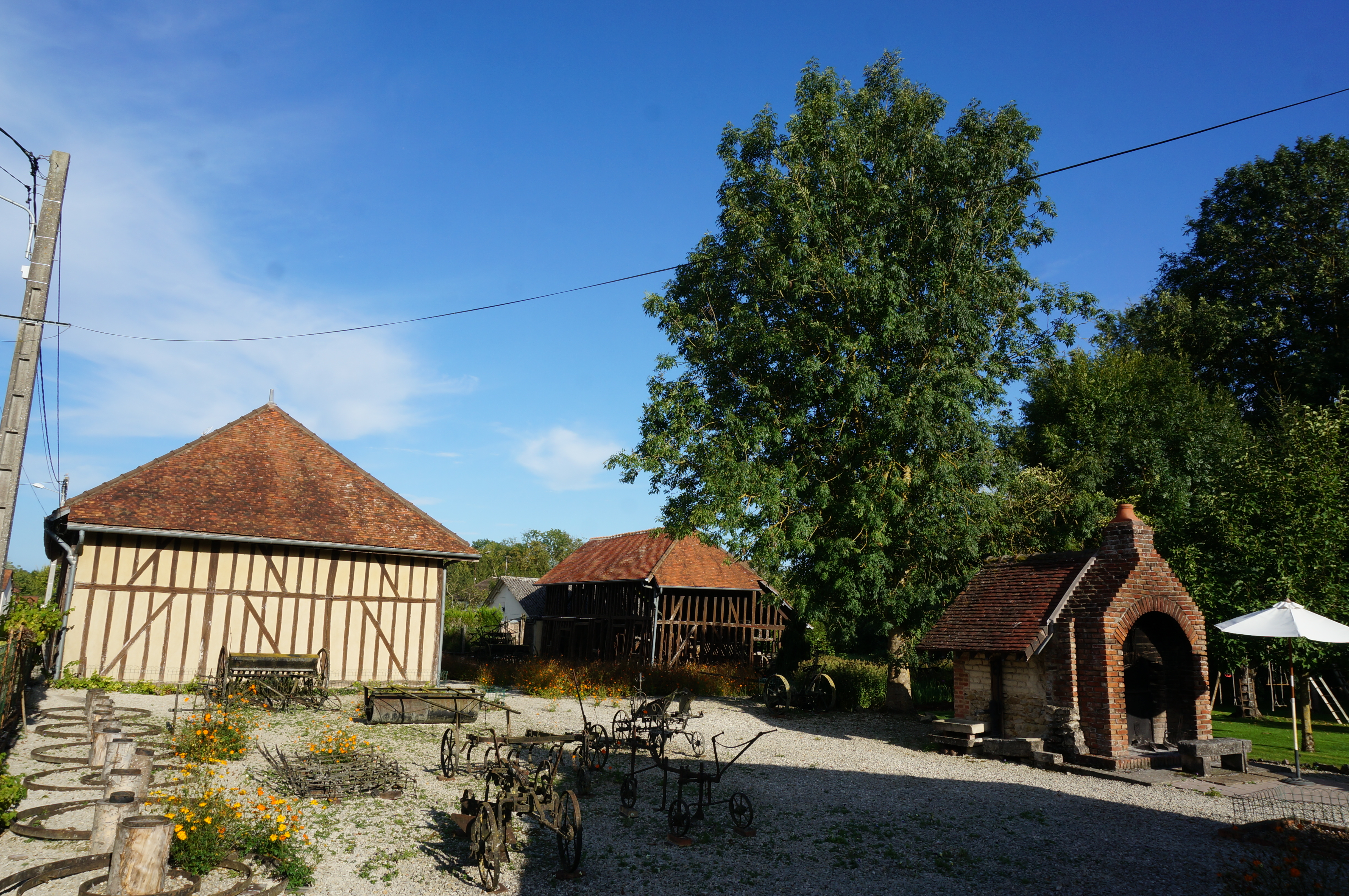
La Ferme musée rustique.

## Héraldique
| Blason de Saint-Léger-près-Troyes | Blason  | D'argent au chevron de gueules accompagné en chef de deux macles d'azur et en pointe d'une merlette de sable, au chef d'azur chargé d'une double burelle potencée et contre-potencée d'or. |
| Blason de Saint-Léger-près-Troyes | Détails | Le statut officiel du blason reste à déterminer. |